# Tovhulta stormosse
Tovhulta Stormosse är ett naturreservat i Eskilstuna kommun i Södermanlands län. Området ligger i nordvästra delen av Eskilstuna kommunen, cirka en mil söder om Kungsör. Området ingår i Natura 2000.

## Naturreservatet
Området består av Södermanlands enda koncentriska högmosse. Den centrala delen av mossen är trädfri och har en tunn trädkant runt sig. Utanför trädkanten finns en blöt lagg och runt den skog. Torvbildande mossar ses som sällsynta och skyddsvärda. Länsstyrelsen  listar olika vitmossearter, skvattram, odon, hjortron, sileshår som växter typiska för området.
Bevarandeplanen nämner att det här finns tolv olika arter av vitmossor samt gungflytrågspinnare, en rödlistad fjärilsart.